# Сутоки (Мошенской район)
Сутоки — деревня в Мошенском районе Новгородской области России. Входит в состав Долговского сельского поселения.

## География
Деревня расположена на автодороге муниципального значения 49К-1021. Расстояние до села Мошенское составляет 30 километров. Ближайший населённый пункт — деревня Долгое (3 километра на северо-восток). К югу от деревни протекает река Татарка (приток Великой).

## История
На трёхвёрстной топографической карте Фёдора Шуберта, изданной в 1879 году, обозначена деревня Сутоки. Имела 16 дворов.
До революции деревня входила в состав Долговской волости Боровичского уезда Новгородской губернии. По состоянию на 1911 год в деревня называлась Сутока. Здесь имелось 24 двора и 40 жилых строений, проживал 151 человек. Основным занятием населения было земледелие.

## Население
| 2010 |
| ---- |
| 25   |

Население по переписи 2002 года — 41 человек.
Согласно результатам переписи 2002 года, в национальной структуре населения русские составляли 95 % от жителей.